# Pytlácké kameny
Pytlácké kameny jsou vrchol ležící v pohoří Jizerské hory, konkrétně ve Středním jizerském hřebeni. Na vrcholu je turisticky přístupné vrcholové skalisko, které není zabezpečeno zábradlím.
Své jméno vrchol získal podle úkrytu Hennricha - slavného jizerského pytláka. Ten byl zastřelen v roce 1813. Křížek připomínající jeho smrt byl postaven 500 metrů jihozápadně od vrcholu.
Z vrcholu je výhled na Jizerku, Malou Jizerskou louku a Velkou jizerskou louku s pozůstatky vesnice Velká Jizera.

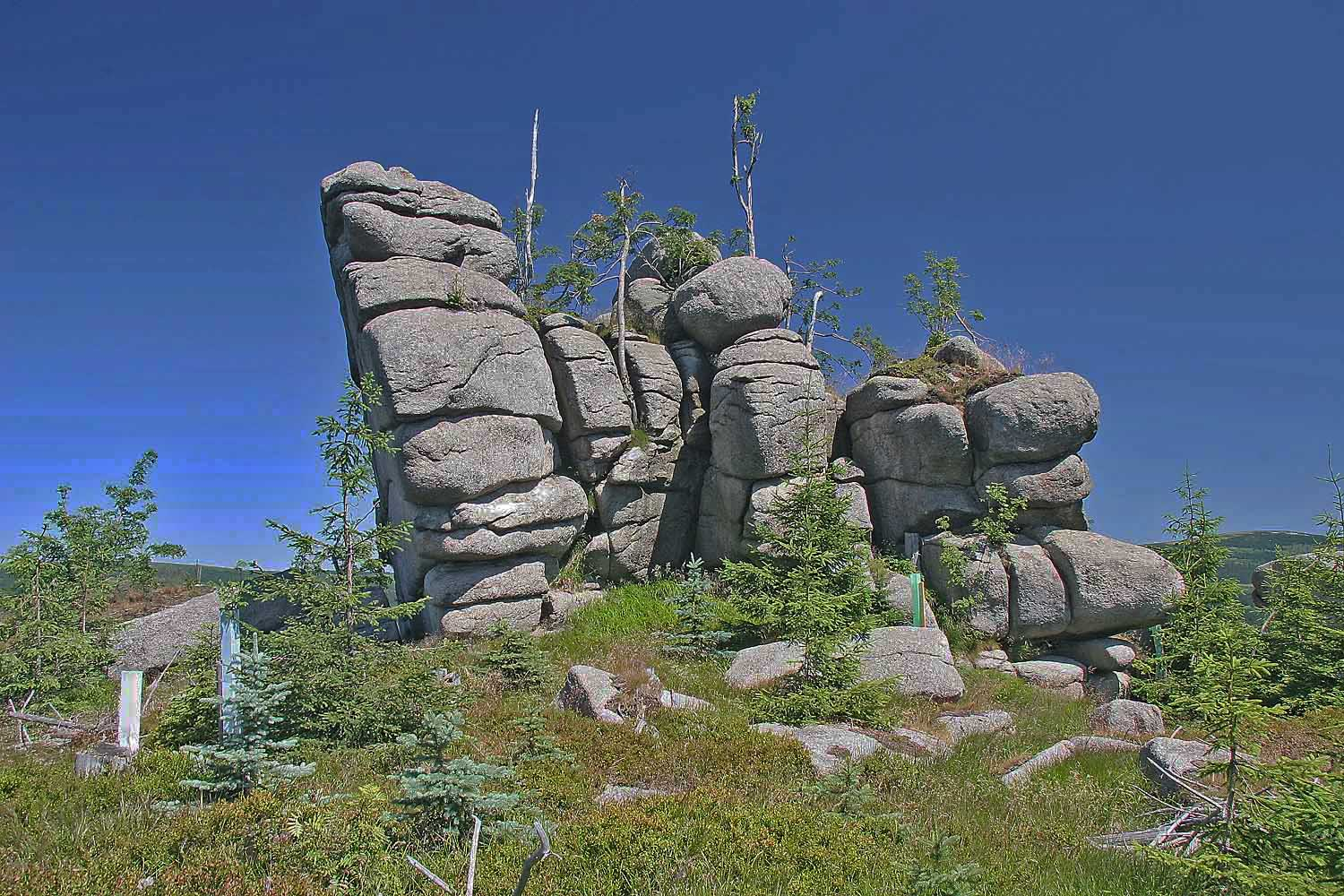
Okolí Pytláckých kamenů

## Přístup
Vrchol Pytláckých kamenů lze dosáhnout po červené značené stezce spojující osadu Jizerka a rozcestí značených cest Předěl. Leží takřka uprostřed hřebene, takže od jihu, z Jizerky, vede Lasičí cesta nejprve na vyšší Věžní skály (1018 m) a až pak kolem viklanu pokračuje k Pytláckým kamenům (celkem 3,5 km). Z Předělu se nejprve obchází od severu vršek Zelený kámen (933 m) a následuje rovný hřebenový přechod přes Český vrch až na Pytlácké kameny (celkem 6 km).

## Horolezectví
Pytlácké kameny patří mezi místní horolezecké lokality, obtížnost zdejších lezeckých cest se pohybuje mezi stupni IV až VI.